# ペイブウェイIV

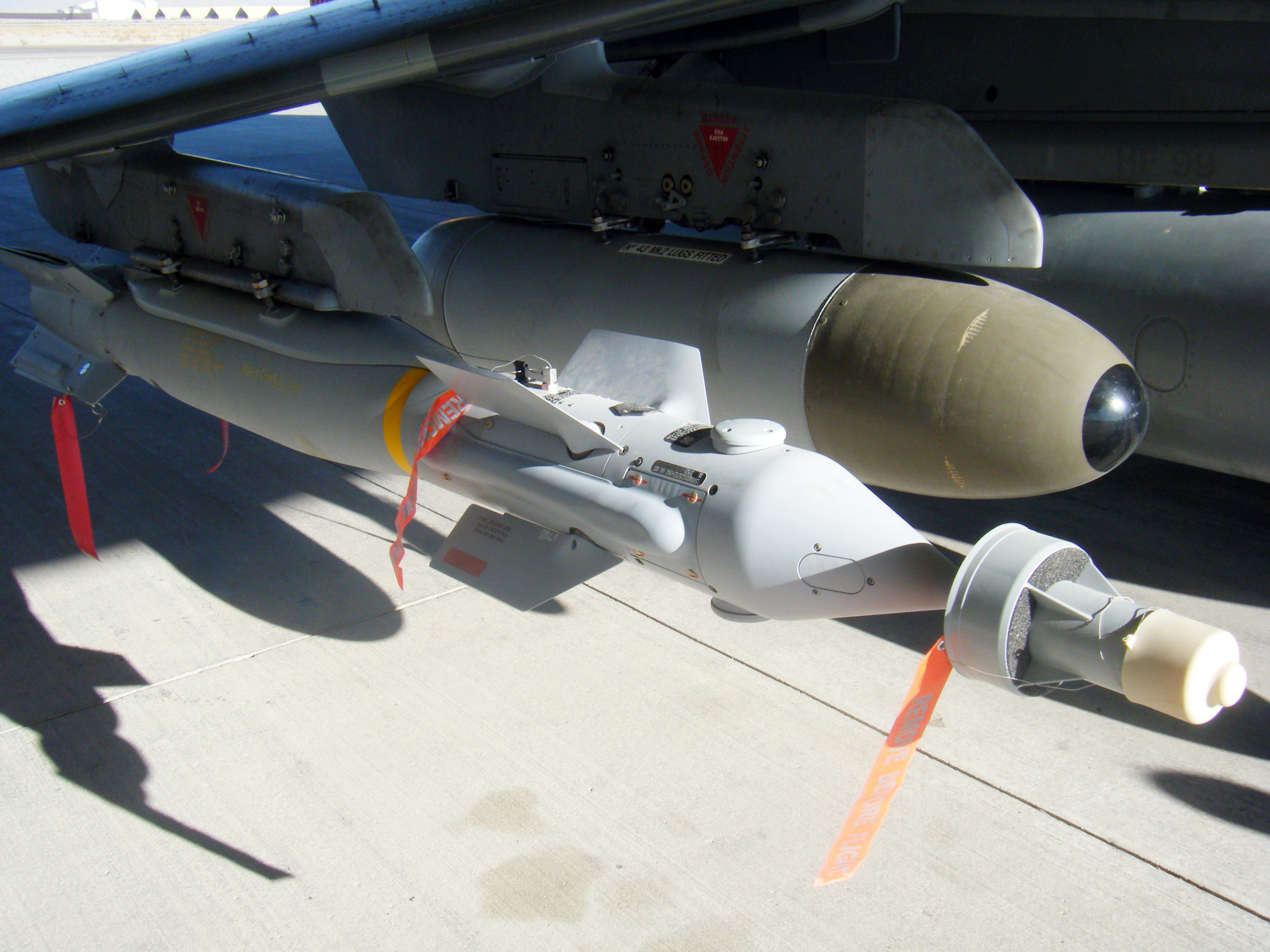
ハリアーGR.9に装備されたペイブウェイIV

ペイブウェイIV（Paveway IV）は、アメリカ合衆国製の航空爆弾である。本爆弾は米レイセオン社のペイブウェイ・シリーズ最新のものであり、新世代のGPS/INSとレーザー誘導によるデュアルモードの誘導装置を持つ爆弾である。
この精密誘導爆弾は、EGBUで始まる制式名称を持つ向上型ペイブウェイ・シリーズの更なる改良型であり、これまでのペイブウェイがレーザー誘導システムを主として用い、全地球測位システム援用慣性航法装置「GAINS」というGPS/INS誘導装置を従としていたのを逆転させ、GAINSを主体に誘導するようにした。
また、従来のペイブウェイでは多様な弾体に対応してきたが、ペイブウェイIVではMk 82 500ポンド汎用爆弾のみを弾体に使用している。

## 構成
弾体の前後に誘導部と安定翼のキットを取り付ける構成は変わらないが、EGBU-12 改良型ペイブウェイIIに比べると、レーザー誘導システムはオプション扱いとなり、先端の誘導部は鋭く尖って長く大きくなっており、4枚の操向翼も前後に伸ばされ翼面が大きくなっている。
オプションのレーザー誘導システムを選べば、先端の円錐部に代わって「ウェザー・ベーン」の付いたペイブウェイIIのレーザー誘導部が取り付けられる。信管も英米共同開発の、衝撃、遅延、空中爆発、距離遅延のモードが選べる複イベント堅固化目標信管（MEHTF）が採用されている。弾体背部にはコンフォーマル型ハードバックが付くようになった。このハードバック部を大きくして内部に折り畳み式の主翼を内蔵させ投下後に展開し、飛距離を伸ばすことも検討されている。
新しくされた改良型コンピュータ制御群（Enhanced Computer Control Group, ECCG）には、空中爆発機能を可能にする爆発高度センサーと、有効無効選択式対欺瞞モジュール（Selective Availability Anti Spoofing Module, SAASM）が制御するGPS受信機が含まれる。本爆弾は、慣性計測装置（Inertial Measurement Unit, IMU）だけか、GPS誘導のいずれかを使って投下される。オプションのレーザー誘導システムを持つものでは、終末期のレーザー誘導はいずれの誘導モードにおいても機能する。米国製のペイブウェイIV用の爆弾ラック「BRU-57」に加えて、英国でも2連ラック「RAIDER」を開発している。

## 開発・使用者
このペイブウェイIVは、イギリス軍からのトーネード GR.4、ハリアー GR.9、ユーロファイター タイフーン用の精密誘導爆弾という要求に応じて、ペイブウェイII、および改良型ペイブウェイIIを元に開発が進められ、2003年6月12日には採用が正式決定された。
2009年にイギリス空軍がユーロファイター タイフーンでの運用試験を行っているが、米軍での使用はJDAMと小直径爆弾の開発計画によって不透明である。
"Paveway"（ペイブウェイ）は、レイセオン社の商標である。